# Erongo (region)
Erongo je jeden ze čtrnácti regionů Namibijské republiky. Pojmenován byl podle pohoří Erongo ve střední části země. Správním střediskem regionu Erongo je přístavní město Swakopmund na západním pobřeží afrického kontinentu. Na území regionu se nachází Národní park Dorob a severní část Národního parku Namib-Naukluft.

## Geografická poloha
Namibijský region Erongo se nachází v centrální části země u pobřeží Atlantského oceánu. Sousedními regiony jsou: Kunene na severu, Otjozondjupa a Khomas na východě a Hardap na jihu. Pokud jde o charakter území, na severozápadě mezi Svakopmundem a ústím řeky Kunene do Atlantiku se nachází suché a nehostinné Pobřeží koster. Koryta vodních toků, které se na území regionu vyskytují, jsou vesměs tzv. "rivier", což je specifické pojmenování zdejších "občasných řek" (nejvýznamnější z nich je Khan Rivier). Část regionu tvoří Namibská poušť.

Nejvyšším vrcholem oblasti je masív Brandbergu s vrcholem Königstein (2573 m n. m.), který se nachází zhruba 160 km směrem na sever od Swakopmundu. Pohoří Erongo, podle kterého je region pojmenován, se rozkládá ve vnitrozemí mezi koryty řek Khan Rivier a Omaruru, přibližně 150 km severovýchodním směrem od Swakopmundu. Nejvyšším vrcholem tohoto pohoří je Hohenstein (2319 m n. m.). Pohoří Brandberg, Erongo a Goboboseb jsou významnými mineralogickými nalezišti. 

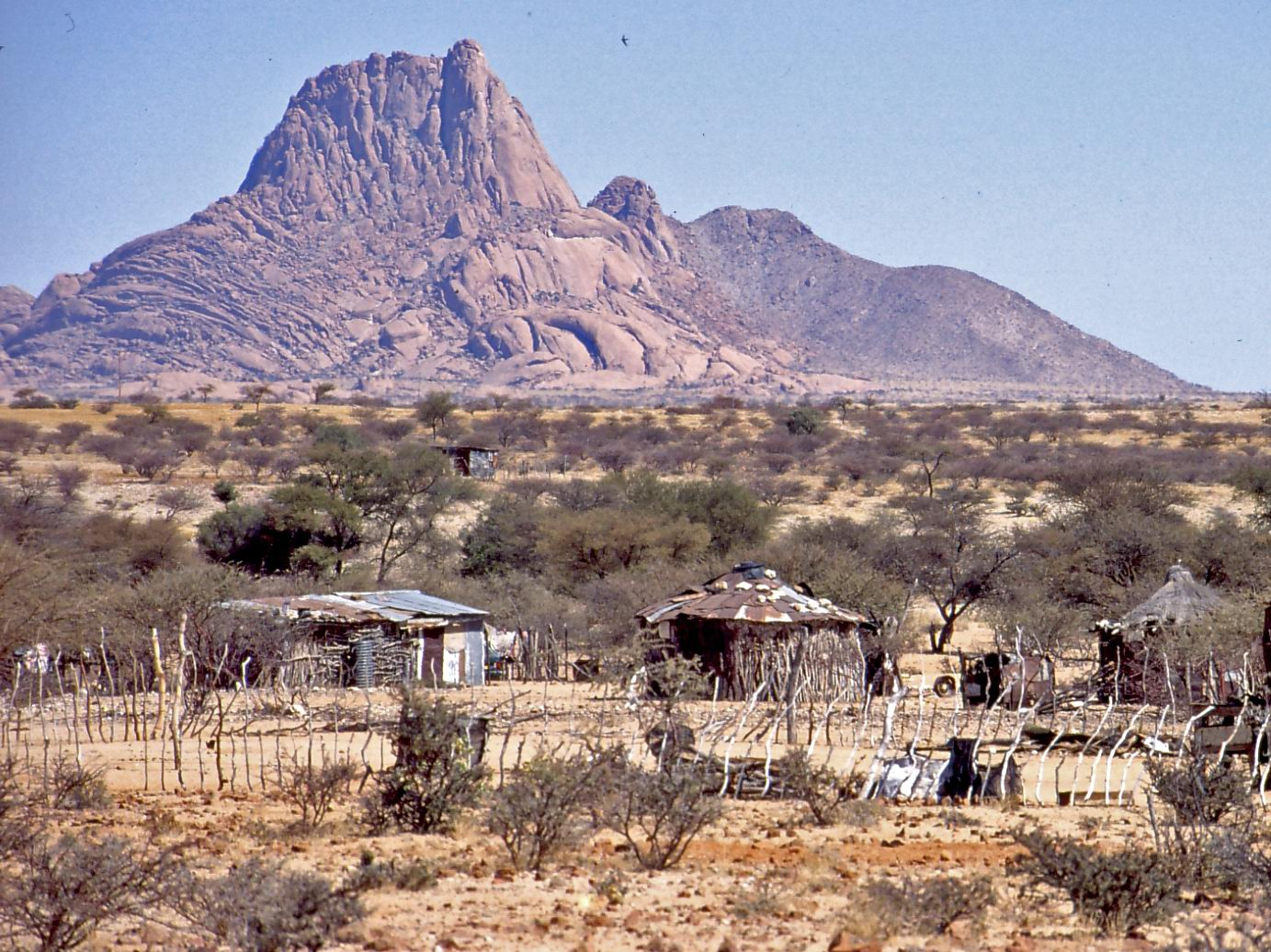
Spitzkoppe zapsaná na seznamu národního dědictví Namibie
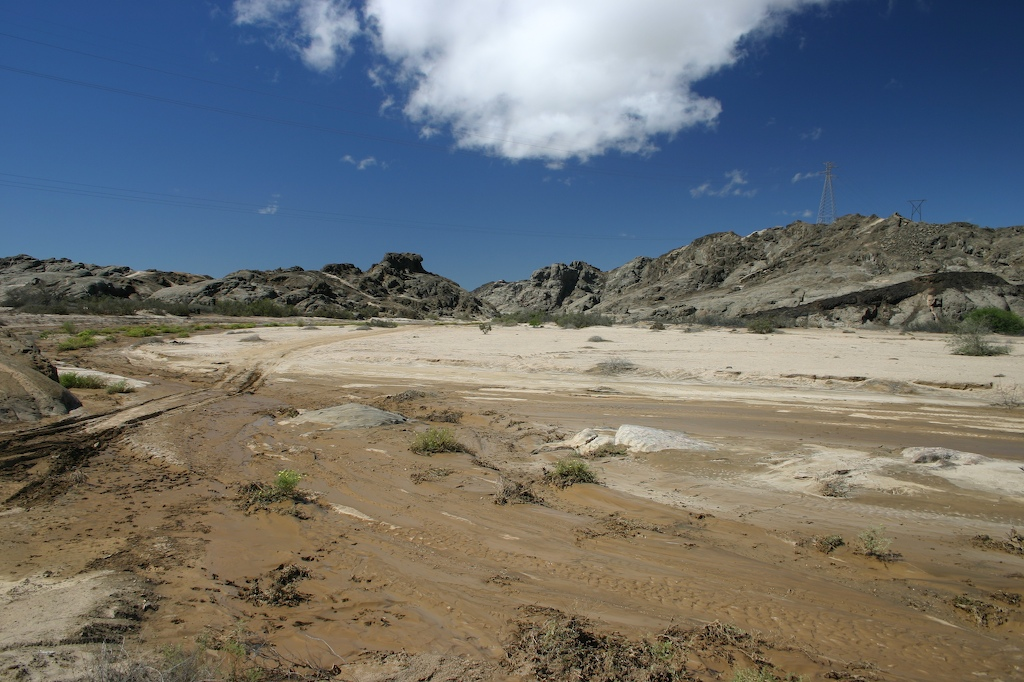
Údolí řeky Swakop poblíž Richthofenu
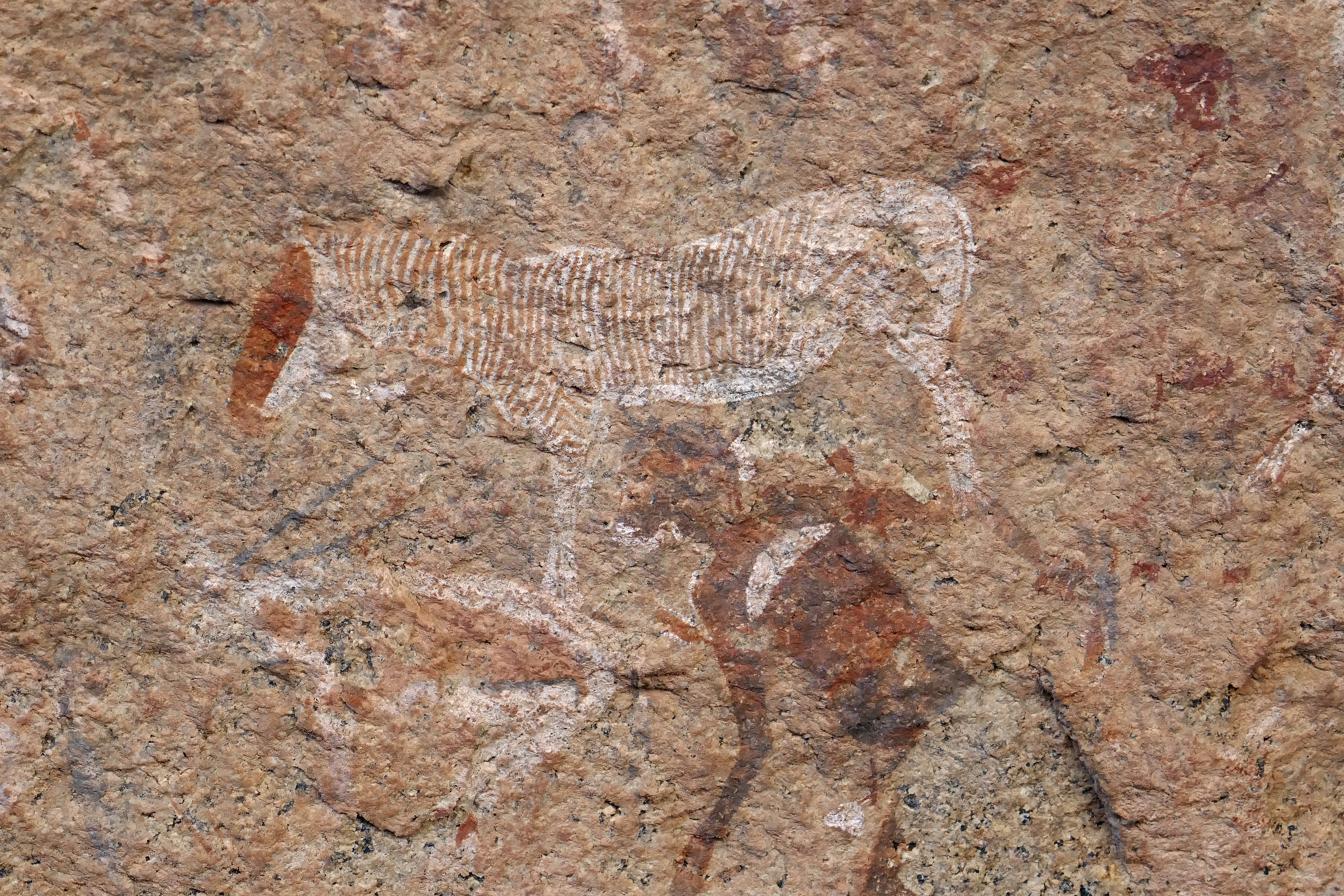
Skalní kresby, lokalita Quagga, White Lady, pohoří Brandberg
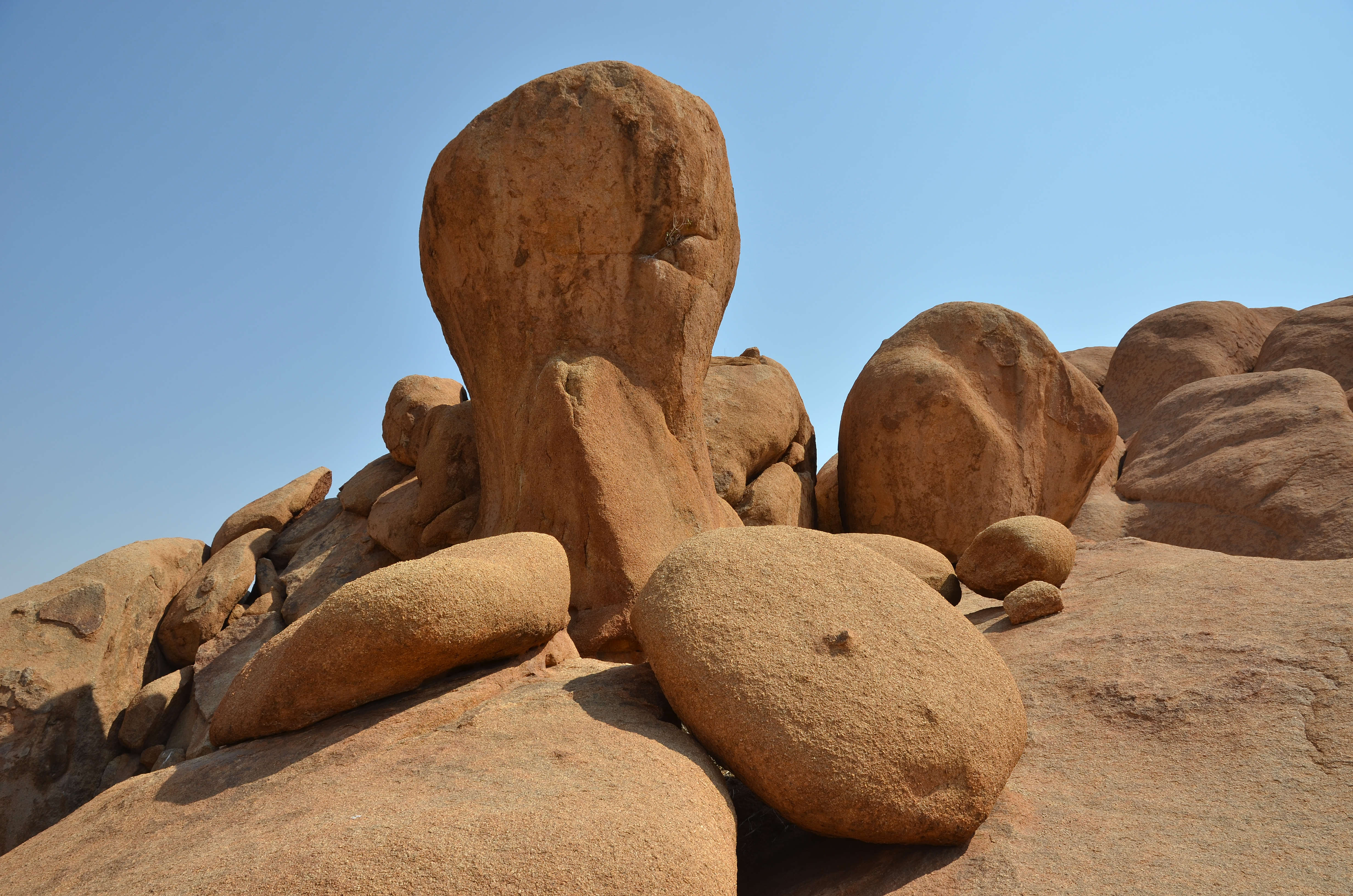
Lokalita Bushman's Paradise, Spitzkoppe, pohoří Erongo
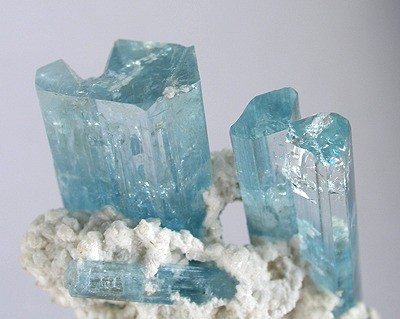
Akvamarín z pohoří Erongo, velikost vzorku 6.5 x 3 x 2 cm

## Administrativní dělení
Region Erongo je rozdělen do sedmi volebních obvodů: Arandis, Dâures, Karibib, Omaruru, Swakopmund, Walvis Bay Rural a Walvis Bay Urban. Místní zastupitelstva jsou v těchto městech a obcích: Arandis, Swakopmund, Walvis Bay, Henties Bay, Karibib, Omaruru, Otjimbingwe a Usakos.

## Ekonomika regionu
Erongo je po regionu Khomas druhým ekonomicky nejvýznamnějším regionem Namibie. Na jeho území se nachází největší namibijský přístav Walvis Bay a řada významných dolů, které však téměř výhradně náležejí zahraničním či nadnárodním společnostem. Leží zde například nejstarší povrchový uranový důl na světě, Důl Rössing, provozovaný společností Rio Tinto, nebo nedaleký Důl Husab, patřící čínské společnosti China General Nuclear Power Group (CGN) (čínsky 中国广核集团). V Dole Husab byly zahájeny práce v roce 2014 s perspektivou, že se stane po Dole McArthur River v kanadském Saskatchewanu druhým největším uranovým dolem na světě. Poblíž obce Karibib se nachází zlatorudný Důl Navachab, který patří jihoafrické společnosti Anglogold Ashanti. Ve volebním obvodu Karibib jsou také zdroje lithia a zároveň se zde těží mramor. Severně od správního střediska Karibib se nachází Letiště Karibib, které je hlavní základnou namibijských leteckých sil.

Velkým problémem nejen této oblasti, ale i celé Namibie, je nedostatek vodních zdrojů. Od roku 2010 je na pobřeží Atlantiku poblíž malé obce Wlotzkasbaken 33 km severně od Swakopmundu v provozu odsolovací zařízení mořské vody, první svého druhu na africkém kontinentě jižně od Sahary. Původně sloužilo pro zásobování uranového Dolu Trekkopje, provozovaného francouzskou společností Areva Group. V důsledku poklesu světových cen uranu došlo v uvedeném dole k utlumení těžby a v roce 2015 odsolovací zařízení ve Wlotzkasbaken přešlo do vlastnictví státu Namibie. Odsolování mořské vody zde nejen pokračuje, ale produkce pitné a užitkové vody se podle projektu z roku 2018 ještě zvyšuje. Cílem projektu je mj. získat z mořské vody dostatečné zdroje pro zavlažování polí v oblasti Omaruru v severovýchodní části regionu Erongo.

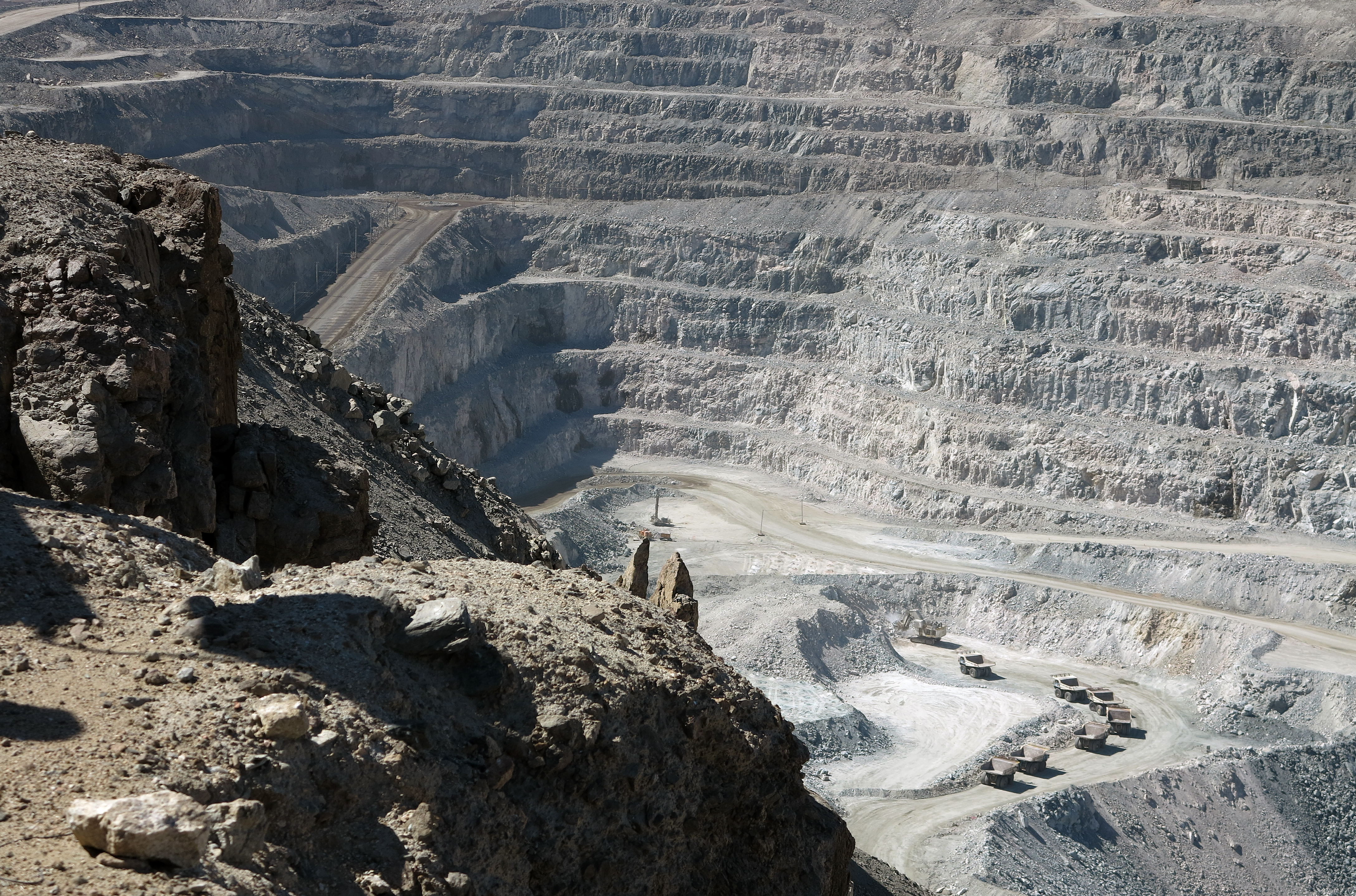
Důl Rössing v centrální části regionu Erongo
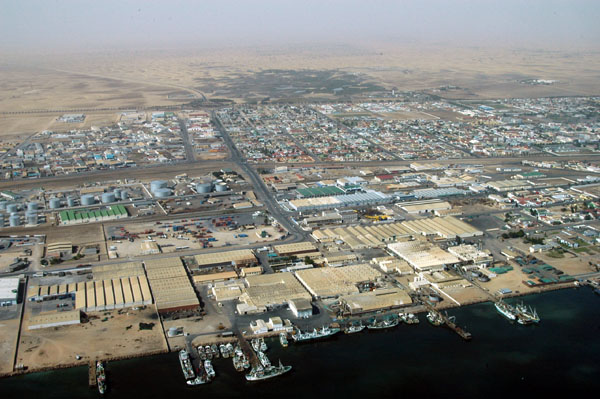
Letecký snímek přístavu Walvis Bay
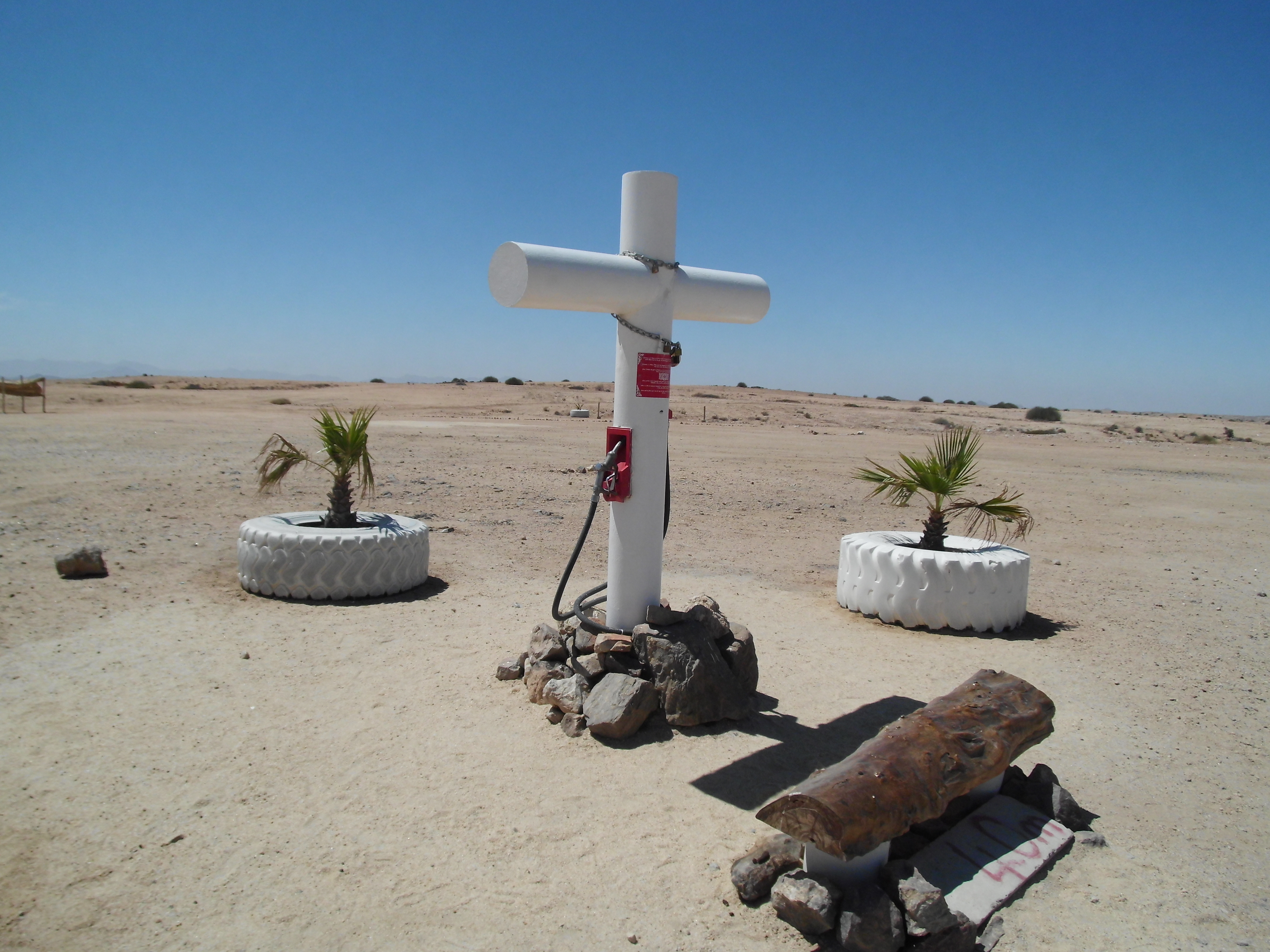
"Čerpací stanice" v podobě kříže mezi Arandisem a Usakosem
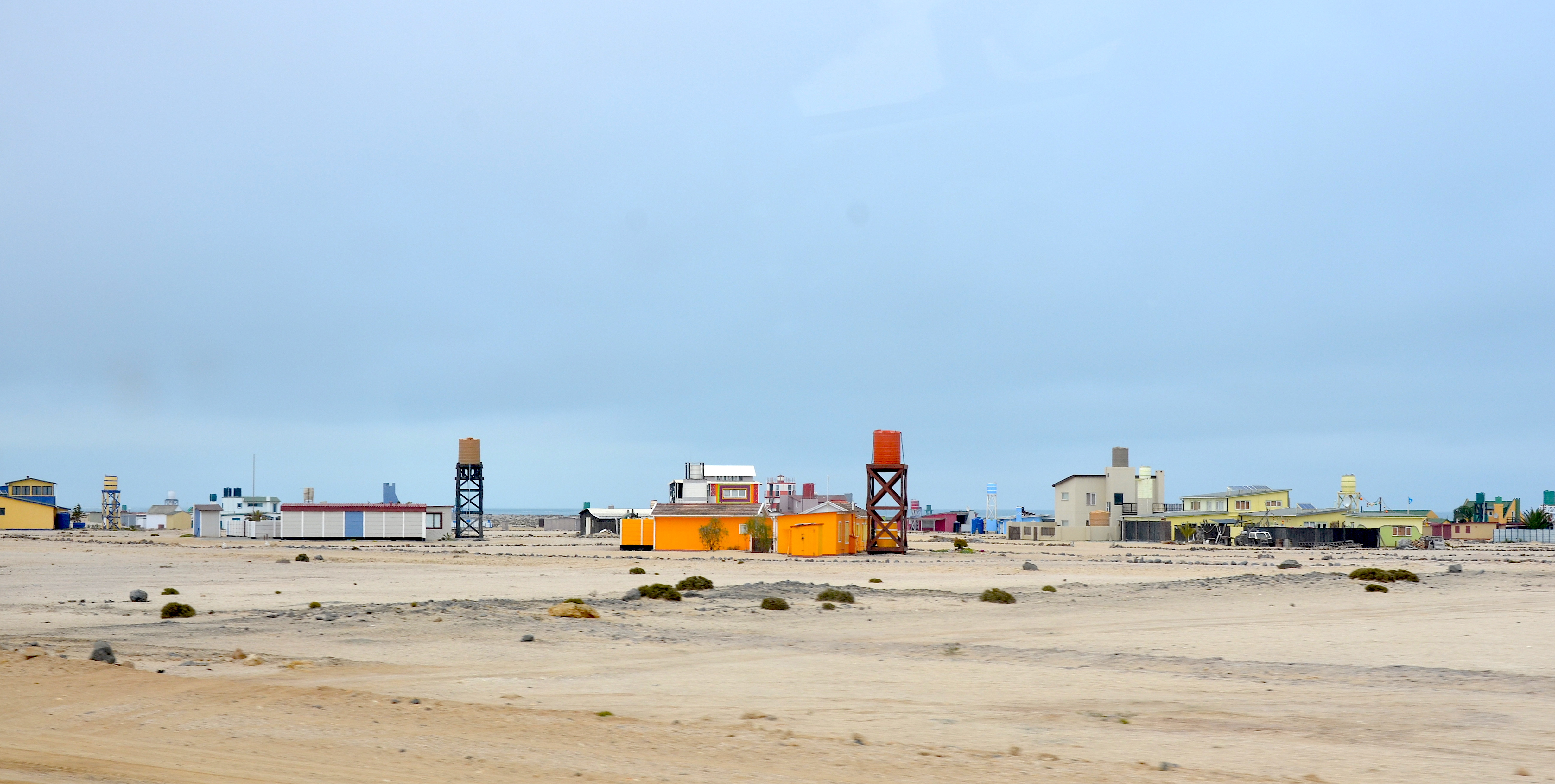
Domy na pobřeží ve Wlotzkasbaken
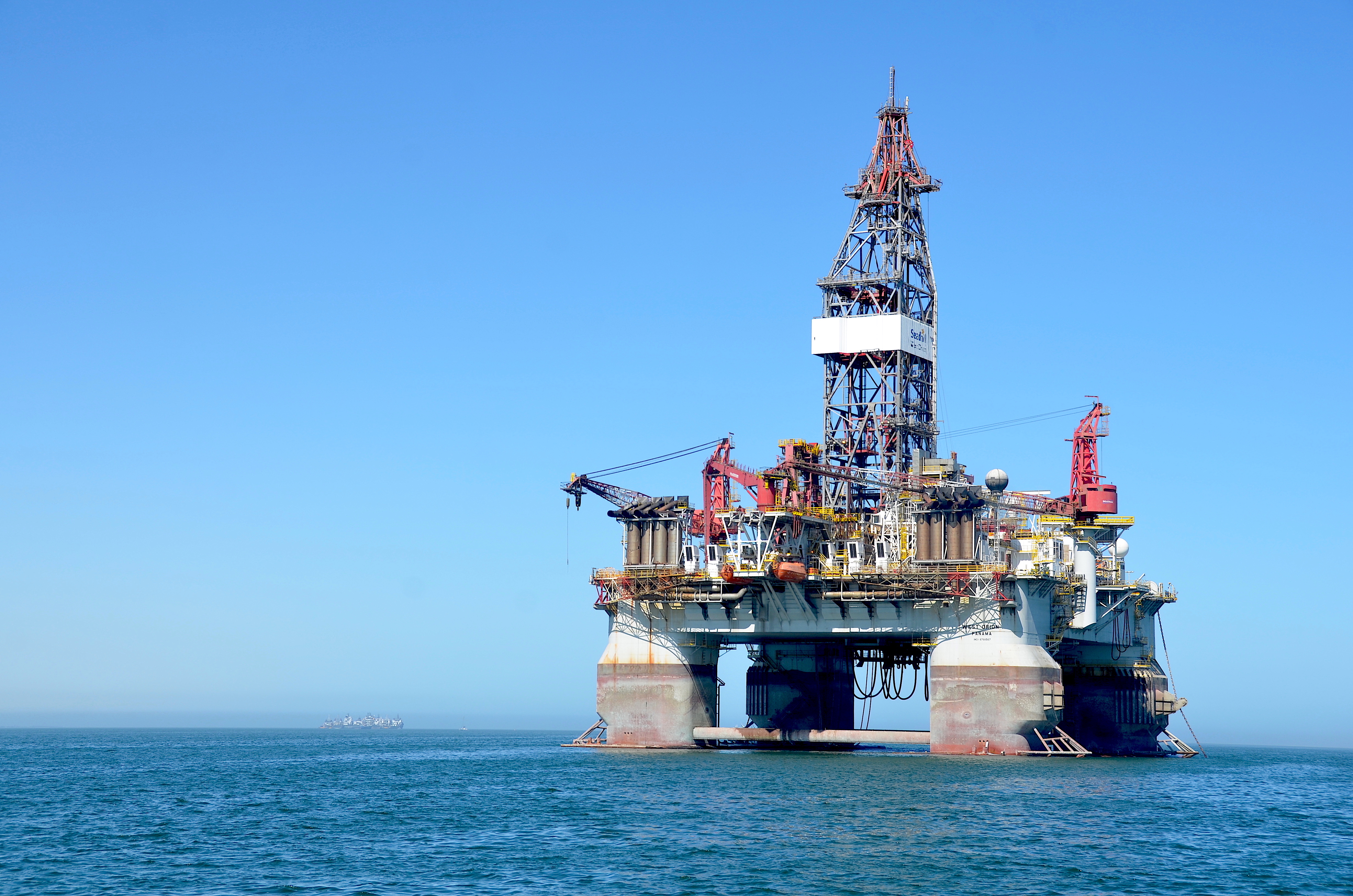
Ropná plošina West Orion poblíž Walvis Bay